# Capari
Capari (makedonska: Цапари) är en ort i Nordmakedonien. Den ligger i kommunen Bitola, i den sydvästra delen av landet, 110 kilometer söder om huvudstaden Skopje. Capari ligger 1 006 meter över havet och antalet invånare är 1 311.